# Lycosella
Lycosella Thorell, 1890 è un genere di ragni appartenente alla famiglia Lycosidae.

## Distribuzione
Le 5 specie note di questo genere sono state reperite sull'isola di Sumatra ed alle Hawaii.

## Tassonomia
Non sono stati esaminati esemplari di questo genere dal 1900.
Attualmente, a luglio 2017, si compone di 4 specie e una sottospecie:
- Lycosella annulata Simon, 1900 — Hawaii
- Lycosella minuta Thorell, 1890 — Sumatra
- Lycosella spinipes Simon, 1900 — Hawaii
- Lycosella tenera Thorell, 1890[2] — Sumatra
  - Lycosella tenera bisulcata Thorell, 1890 — Sumatra